# Pierwomajskij (Adygeja)
Pierwomajskij (ros. Первомайский) – osiedle w Rosji, w Adygei, w rejonie majkopskim. W 2010 liczyło 1281 mieszkańców.